# Ramon Muntaner
Ramon Muntaner (n. 1265, Peralada, Catalonia, Spania – d. 1336, Ibiza, Insulele Baleare⁠(d), Spania) a fost un scriitor și soldat catalan. A scris Crònica, o relatare despre viața sa, unde sunt povestite, printre altele, aventurile sale ca soldat în Campania Catalană.  